# Valenzisomerie
Die Valenzisomerie oder Valenztautomerie ist ein Spezialfall der Isomerie bei organischen Verbindungen. Der Begriff aus der Stereochemie beschreibt den Unterschied der Konstitution von Verbindungen gleicher Summenformel, der sich durch Umgruppierung von σ- oder π-Bindungen ergibt.

## Beispiele

### Valenzisomere von Benzol
Für organische Verbindungen der Summenformeln C6H6 gibt es 5 Möglichkeiten die sechs Methingruppen anzuordnen. Neben dem Benzol 1 erhält man so dessen Valenzisomere Dewar-Benzol 2, Benzvalen 3, Prisman 4 und Bicyclopropenyl 5.

### Pericyclische Reaktionen
Bei vielen Valenzisomerisierungen handelt es sich um pericyclische Reaktionen. Wichtige Beispiele sind die Cope- und die Claisen-Umlagerung. Eine entartete Valenzisomerisierung – auch Topomerisierung genannt – liegt vor, wenn Ausgangsverbindung und Produkt nicht unterscheidbar sind, beispielsweise bei der Cope-Umlagerung von 3,4-Homotropiliden oder bei Barbaralan.

Valenzisomere von Homotropiliden
Valenzisomere von Barbaralan

Der C10H10-Kohlenwasserstoff Bullvalen enthält dreimal ein Homotropiliden-Strukturelement. Dadurch ergeben sich rund 1,2 Millionen mögliche Valenzisomere, die bei höherer Temperatur in einem schnellen Gleichgewicht miteinander stehen. In den verschiedenen Valenzisomeren des Bullvalens ist jedes Kohlenstoffatom mit jedem der anderen neun Kohlenstoffatome verbunden und kann jede beliebige Position im Molekül (Cyclopropanring, Brückenkopfatom, olefinische Position benachbart zum Cyclopropanring, bzw. benachbart zum Brückenkopf) einnehmen.